# Ramón Espinar Gallego
Ramón Espinar Gallego (Úbeda, Jaén; 3 de abril de 1954) es un político y abogado español, militante del Partido Socialista Obrero Español, alcalde de Leganés entre 1979 y 1983, presidente de la Asamblea de Madrid en su i legislatura y consejero del Gobierno de la Comunidad de Madrid en los ejecutivos autonómicos de Joaquín Leguina.

## Biografía

### Primeros años y alcalde de Leganés
Nació en Úbeda, provincia de Jaén, el 3 de abril de 1954. Licenciado en Derecho. Ingresó en el PSOE y la Unión General de Trabajadores en 1973.
Fue elegido alcalde de Leganés entre 1979 y 1983 cuando tenía 25 años, siendo el alcalde más joven de España en las primeras elecciones locales. Elegido en las primeras elecciones municipales desde la restauración de la democracia como candidato del PSOE con más del 50 % de los votos, y reelegido en 1983 con más del 70 %, dimitió ese mismo año, siendo sustituido por Fernando Abad Bécquer, cuando fue elegido diputado autonómico en el Parlamento regional de Madrid, la Asamblea de Madrid, cámara que pasaría a presidir tras la aprobación del Estatuto de Autonomía.

### Diputado en la Asamblea de Madrid y consejero del Gobierno regional
Fue diputado autonómico entre 1983 y 1995, elegido en las primeras elecciones regionales habidas en la Comunidad de Madrid. Resultó elegido primer presidente de la Asamblea de Madrid, y fue, por tanto, uno de los principales impulsores de la puesta en marcha de dicha cámara y del Estatuto de Autonomía de la CAM.
Miembro del Gobierno regional de Madrid entre 1987 y 1995, designado por su presidente Joaquín Leguina. Primero fue su Consejero de Cultura y Portavoz de Gobierno, y desde 1991 hasta 1995 fue Consejero de Hacienda.
Fue miembro de la Comisión Ejecutiva Regional de la FSM, del Comité Provincial de la Unión General de Trabajadores, del Comité Federal del Partido Socialista Obrero Español, del Comité Regional de la Federación Socialista Madrileña (actual Partido Socialista de Madrid-PSOE) y de la Comisión Ejecutiva de la Federación Española de Municipios y Provincias.

### Salida de la política
En 1995, con 41 años de edad, comienza a apartarse de las tareas de representación institucional, dedicándose profesionalmente al ejercicio de la abogacía por cuenta propia, que compatibilizó con su pertenencia al Consejo de Administración de Caja Madrid hasta 2010, del que fue vicepresidente, y la presidencia de la asociación cultural Las Ideas.

### Escándalo de lastarjetas black
Espinar, que había sido consejero y vicepresidente de Caja Madrid, fue uno de los involucrados en el escándalo y proceso judicial del conocido como caso de las tarjetas black. Acusado, al igual que una gran parte de los consejeros de la caja de ahorros, de haberse beneficiado ilegalmente con una de estas tarjetas opacas, en su caso concreto por un monto total de 178 400 euros gastados tanto en compras en establecimientos como en retiradas de efectivo en cajeros automáticos, resultó imputado judicialmente en 2016. En febrero de 2017 la Audiencia Nacional le condenó a un año de prisión.

## Familia
Su hijo, Ramón Espinar Merino, fue secretario general de Podemos Comunidad de Madrid y diputado de la x legislatura de la Asamblea de Madrid.